# Georg Ludwig von Welck

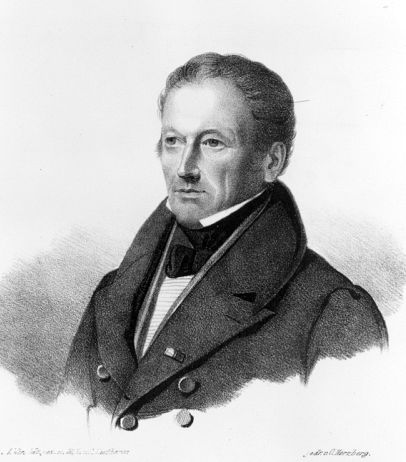
Georg Ludwig Freiherr von Welck

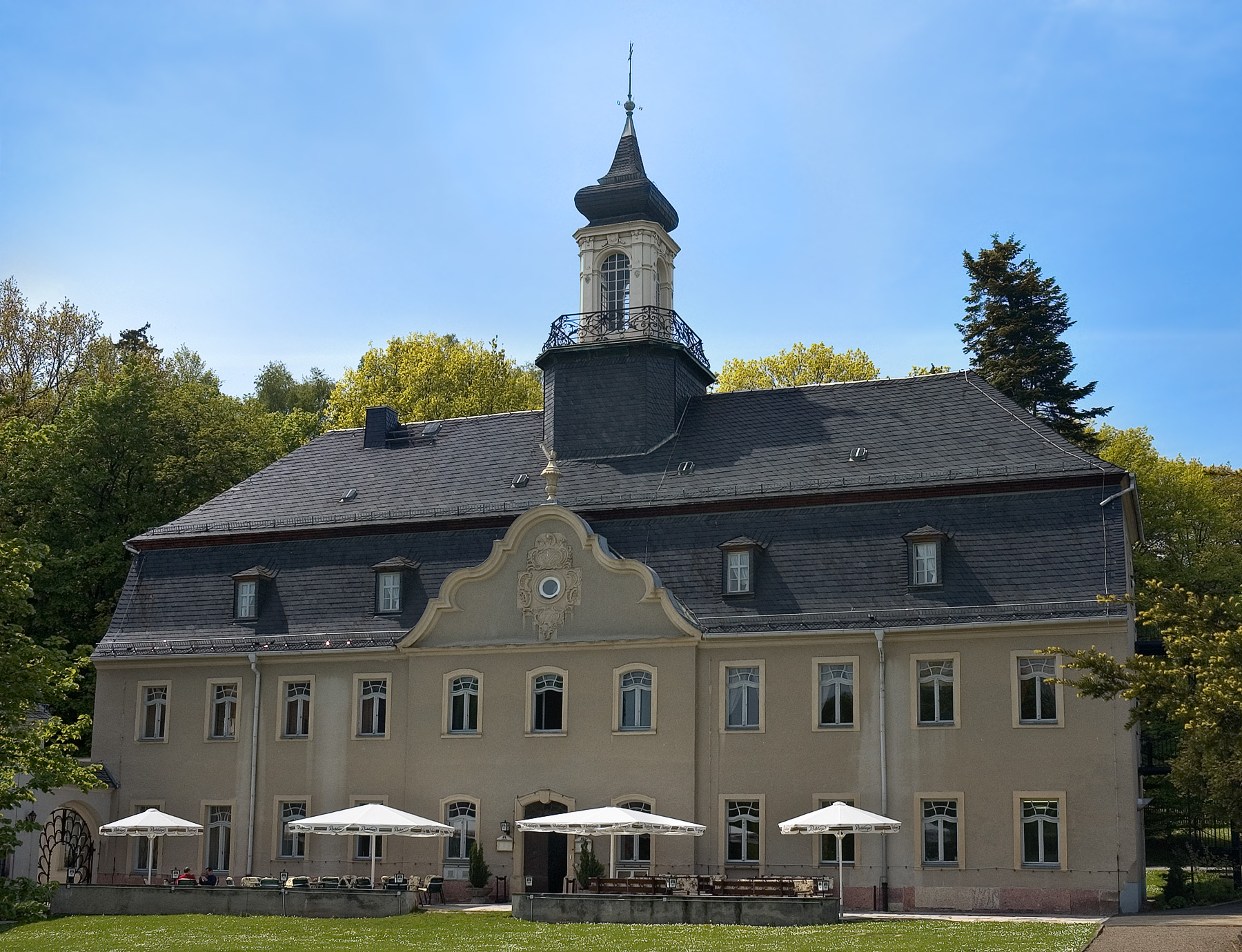
Schloss Rabenstein – Herrenhaus des Ritterguts Oberrabenstein

Georg Ludwig Welck, seit 1785 von Welck, seit 1792 Freiherr von Welck, (* 25. Mai 1773 in Meißen; † 14. August 1851 in Dresden) war ein deutscher Rittergutsbesitzer, preußischer Offizier und sächsischer Politiker.

## Leben
Der Sohn des Kreisamtmanns Karl Wolfgang Maximilian Welck in Meißen und dessen Ehefrau Rahel Amalie, geborene Siegert verlebte seine Kindheit auf dem Gut Oberrabenstein, das seine Mutter von ihrem Vater, dem Chemnitzer Kaufmann Johann Georg Siegert geerbt hatte. Als sein Vater 1785 in den Adelsstand erhoben wurde, wurde auch er adlig und erhielt 1792 den Freiherrentitel. 
Seine Schulausbildung erhielt er am Pädagogium in Halle. Anschließend trat Welck eine Militärlaufbahn an, indem er zunächst als Kornett im Kürassierregiment „von Sachsen-Weimar“ der Preußischen Armee in Aschersleben angestellt wurde. 1792 erhielt er das Patent eines Sekondeleutnants. Beförderungen zum Premierleutnant folgten 1798 und 1801 zum Stabsrittmeister. Als solcher wurde Welck 1803 Eskadronchef. Ab 1804 studierte er an der Universität Leipzig. In den Napoleonischen Kriegen nahm er 1806 mit dem Karabinierregiment aus Rathenow an der Doppelschlacht bei Jena und Auerstedt teil.
Nach seinem Abschied aus dem preußischen Dienst kehrte Welck 1808 nach Sachsen zurück. Hier kämpfte er gemeinsam mit General von Mieth und Dietrich von Miltitz im Siebeneichener Kreis gegen Napoleon Bonaparte. Nachdem nach der Völkerschlacht 1813 der Militärgouverneur von Sachsen, der russische Fürst Repnin, zur Bildung des Banners der freiwilligen Sachsen aufgerufen hatte, zog Welck an die Spitze der Freiwilligen aus dem Großraum Chemnitz. Auf seine Anregung hin wurde eine eigene Standarte des Banners gegründet, die die Inschrift „Für Recht und Vaterland“ führte. Die von Welck geführte Eskadron reitender Jäger war an der Belagerung der Festung Mainz beteiligt. Im Juni 1814 kehrte er wiederum nach Sachsen zurück und erhielt von Zar Alexander für seine Dienste den St.-Wladimir-Orden verliehen.
Seit 1809 war Welck durch Erbgang Besitzer des Ritterguts Oberrabensteins. Er ließ „die Burg im alten Ritterstyl wieder auffrischen und mit Parkanlagen verschönern“. Auf dem ersten konstitutionellen Sächsischen Landtag vertrat er 1833/34 die Interessen der Rittergutsbesitzer des Erzgebirgischen Kreises in der I. Landtagskammer. Sein Rittergut Oberrabenstein verkaufte er 1837 an den Kaufmann William Eduard Kraft aus Leipzig. Welck zog in die sächsische Residenzstadt Dresden, wo er 1851 starb.
An das Wirken der Familie Welck in Rabenstein erinnert seit 1997 die neu angelegte Welckstraße.

## Familie
Er heiratete zunächst Ulrike Karoline von Byern (* 13. Januar 1778; † 19. März 1803), eine Tochter des Generalmajors Karl Wilhelm von Byern. Nach dem Tod seiner ersten Frau heiratete er am 1. Mai 1817 Rosalie Adelheid von Schönberg (* 17. September 1801). Das Paar hatte mehrere Kinder:
- Karl Otto (* 31. Mai 1818) ⚭ 1849 Emilie von Schönberg (* 19. Oktober 1819)
- Robert (* 27. Februar 1828), sächsischer Oberstleutnant

⚭ 1852 Editha von Welck (* 16. Juni 1829; † 18. Oktober 1856)
⚭ 1858 Maria Elisabeth von Welck (* 8. September 1832), Schwester von Editha